# Vidigueira
Vidigueira es una villa portuguesa perteneciente al distrito de Beja, región del Alentejo y comunidad intermunicipal del Bajo Alentejo, con cerca de 3000 habitantes. 
Es sede de un municipio con 314,20 km² de área y 5176 habitantes (2021), subdividido en 4 freguesias. El municipio limita al norte con el municipio de Portel, al este con Moura, al sureste con Serpa, al sur con Beja y al oeste con Cuba.

## Demografía
| Gráfica de evolución demográfica de Vidigueira entre 1864 y 2021 |
|                                                                  |
| Datos según el nomenclátor publicado por el INE portugués.       |

## Freguesias
- Pedrógão
- Selmes
- Vidigueira
- Vila de Frades